# 戸川安愛
戸川 安愛（とがわ やすちか/やすなる、天保5年（1834年）- 明治18年（1885年）11月9日）は、江戸時代末期（幕末）の幕臣（旗本）・知行3000石。官位は伊豆守。通称は鉡三郎。雅号は晩香。

## 経歴
先代・安栄の四男に生まれる。幼少時より聡明であったため、安政5年（1858年）部屋住のまま小納戸役となり布衣の着用を許された。さらに同年、幕府学問所教授方手伝出役となり、漢文の講義を上覧した。

### 家督相続
文久2年（1862年）、父の死により家督相続し、目付になる。同年、幕府より兵賦令（徴兵制）が出された。これは、旗本に知行高に応じて知行所の領民を徴兵して給金は知行主が出すというものであり、帯江知行所では年間55両（元治元年（1864年）時点）の負担となった。文久3年（1863年）、外国御用立会をする。
元治元年（1864年）、京都に上洛して（禁門の変）禁裏御守衛総督・一橋慶喜の命によりで長州藩家老に軍の退兵命令を伝達する役目を勤めた。禁門の変では慶喜の命を受け、諸大名の陣地見廻役をした。同年の第一次長州征伐にも出陣し、禁門の変の責任者である三家老（国司親相・益田親施・福原元僴）の首実検にも立ち会うなどした。

#### 慶応期の活躍
慶応元年（1865年）大坂にて目付に再任、翌慶応2年（1866年）には大目付になる。同年幕府より第二次長州征伐（のちに戊辰戦争の軍費にもなった）の軍費を賄うための軍役金上納制が始まった。この頃の帯江戸川家は表高は3000石であるが実高は5743石あり、単年度金収支は慶応元年で1221両の赤字（収入3407両、支出4628両）であった。慶応2年になると2287両の黒字（収入11588両、支出9301両）さらに慶応3年（1866年）は146両の黒字（収入13406両、支出13260両）となっている。しかし、軍役金の負担は慶応3年の時点で年1905両（軍役金1874両、練兵・弾薬費31両）と江戸屋敷・陣屋の生活費の1306両を遥かに超える高負担、加えて目付・大目付と出世したため交際費も多額の負担だったにもかかわらず慶応2年・3年が黒字だったのは、米価が平年の8倍に高騰したからであり、戦時が財政を好転させたのは皮肉である。
慶応2年（1866年）、二日市村（倉敷市二日市）に学問所を設けて、医師・植田亮哉を教官に召し抱え、家臣や近郷の子弟を教育させた。
慶応4年（1868年）1月、鳥羽・伏見の戦いには慶喜を擁して大坂にいたが、旧幕府軍が敗れたため朝敵となり、帯江知行所は岡山藩に陣屋・土地のすべてを没収された。同年2月、「挙正退奸の上書」を慶喜に出すほどの主戦論者の一人であったため、明治政府から官位差止めのうえ、領地家屋敷を正式に没収・追放処分となる。

### 明治期
明治元年11月（1868年）、江戸から一族郎党ともに駿府（静岡県静岡市）に移住して静岡藩中老、明治2年（1869年）静岡藩権参事（中老・番頭にあたる）を歴任。明治4年（1871年）、廃藩置県により宮内省に奉職。
明治5年（1872年）、家督を弟・栄秀（最兎女（もとめ）栄秀）に譲り跡を継がせた。
明治15年（1882年）に宮内省を辞職して帰郷し、知行所だった帯江（倉敷市帯江地区）に移住し、窪屋郡長を勤める。晩年は帯江小学校首座（校長・初代）に就任した。
明治18年（1885年）11月9日没。